# Ana Llao
Ana Llao (1962) es una vocera y líder social chilena, activista por los derechos de los indígenas de ascendencia mapuche. Desde 2022 es Corporación Nacional de Desarrollo Indígena (CONADI).

## Activismo
Ana Llao Llao nació en 1962 y es originaria del lof Guñotuy Tain Mapu Lonko Llao.
Fue uno de los rostros visibles en la organización de comunidades durante la dictadura militar chilena.
Es werken (vocera) de la agrupación Ad Mapu una de las organizaciones indígenas que firmaron el Acuerdo de Nueva Imperial en 1989, cuando los Partidos por la Democracia se comprometieron al reconocimiento constitucional de los pueblos originarios. Fue la única mujer en dicho encuentro.
Fue consejera Nacional ante Conadi (Corporación Nacional de Desarrollo Indígena) de 2012 a 2016. Y aspirante a redactar la nueva constitución chilena por la convención constitucional.

Al respecto declaró:
Respeto a mis lamngen que no quieren entrar ni participar en este proceso porque no creen en él, pero igual estoy preocupada porque creo que este momento es importante. Yo insto a nuestra gente a que participe, que vayan a votar porque por primera vez estaremos en los escaños reservados. Son siete los mapuche que tienen que elegir, esperamos que quienes lo logren tengan claro que vamos a redactar una nueva Constitución Política Plurinacional.
A principios de agosto de 2020 fue violentamente detenida por Fuerzas Especiales de Carabineros en Temuco, junto a su hijo, Huenulef Millao, por manifestarse y denunciar el racismo que sufren los presos políticos mapuche (PPM).